# John Blumer and Company
Das Schiffbauunternehmen John Blumer and Company aus Sunderland am Fluss Wear bestand von 1859 bis 1927. Es war die letzte Schiffswerft im North Dock des Sunderlander Hafens.

## Geschichte
John Blumer gründete das Unternehmen 1859 in North Sands. Anfangs wurden ausschließlich hölzerne Fahrzeuge gebaut. Das erste Schiff war der Zweimaster Avon, weitere fünf Neubauten folgten in North Sands. Nachdem die Werft 1864 so weit wie möglich nach Osten ins North Dock umgezogen war, um einer Erweiterung der Werft William Pile Platz zu machen, die ihren Betrieb auf Eisenschiffbau umstellte, baute auch Blumer am neuen Bauplatz nur noch einige Kompositbauten, bevor auch er 1869 mit dem Bau eiserner Dampfschiffe anfing.
1864: Blumers Bauprogramm umfasste in der Hauptsache Trampschiffe, Colliers sowie Küstenfracht- und Passagierschiffe. Die Werft konnte unter anderem die Reederei P&O und die britische Admiralität zu ihrem Kundenstamm zählen.
Im Jahr 1900 erreichte die Werft einen Ausstoß von sechs Schiffen mit zusammen 18.679 Bruttoregistertonnen. Darunter das größte jemals bei Blumer erstellte Schiff, den Trampdampfer Drumcruil mit 6500 Tonnen Tragfähigkeit. Ab 1906 gingen die Bauorders aufgrund der nachlassenden Konjunktur zurück. In den Jahren 1908/09 verließen nur noch drei Neubauten die Werft. Nach 1910 stieg die Zahl der Bestellungen wieder an, was in der Zeit bis zum Ersten Weltkrieg zur Fertigung von 25 Trampschiffen und Colliers führte.
Zu Beginn des Ersten Weltkriegs hatte die Werft eine Belegschaft von 820 Mann. Im Laufe des Krieges lieferte Blumer 14 Schiffe mit einem Rauminhalt von 48.456 BRT ab. Darunter fünf Leichter für die Admiralität und acht Standardschiffe vom Typ WAR „C“ für The Shipping Controller. Der Bau weiterer fünf dieser Standardschiffe wurde erst nach Kriegsende beendet.
Nachdem in den Jahren 1915 bis 1922 18 zivil bestellte Schiffe geliefert werden konnten, führte ein leeres Orderbuch nach der Ablieferung der Ixia im Juli 1922 zur Schließung der Werft.
Im Januar 1927 wurde auf der Werft die Cydonia, deren Rumpf über mehrere Jahre unvollendet auf der Werft gelegen hatte, fertiggestellt und abgeliefert. Danach wurde die letzte Werft, die im North Dock des Hafens produziert hatte, abgebrochen.